# Mutalammisz
Dzsarír ibn Abd al-Maszíh, közismert ragadványnevén al-Mutalammisz (arab جرير بن عبد المسيح المتلمس – Ǧarīr ibn ʿAbd al-Masīḥ al-Mutalammis; meghalt 569 körül) a dzsáhilijja korának egyik arab költője, a híres Tarafa ibn al-Abd anyai nagybátyja volt.
A mai Bahrein vidékén élő Bakr törzshöz tartozott. Maga is megbecsült, népszerű költő volt, így unokaöccsével, a csípős nyelvéről ismert Tarafával közösen nyerte el a hírai Lahmida király, Amr ibn Hind (uralkodott 554-568) trónörökösének nevelői tisztét. Miután rokona kivívta a király ellenszenvét, az Mutalammiszra és Tarafára egy-egy lepecsételt levelet bízott a bahreini kormányzónak címezve. Hírából kiérve a gyanakvó Mutalammisz felbontotta a levelet, és megtudta, hogy a halálos ítéletét hordta a kezében. Tarafa nem volt hajlandó felnyitni a rábízott parancsot, hanem becsülettel elvitte a helytartónak, aki végrehajtotta a rendelkezést. Ebből a történetből ered az arab kifejezés: „Mutalammisz levele” (szahífat al-Mutalammisz), amely arra utal, hogy valaki a kezében hordja a halálos ítéletét.